# Ulano

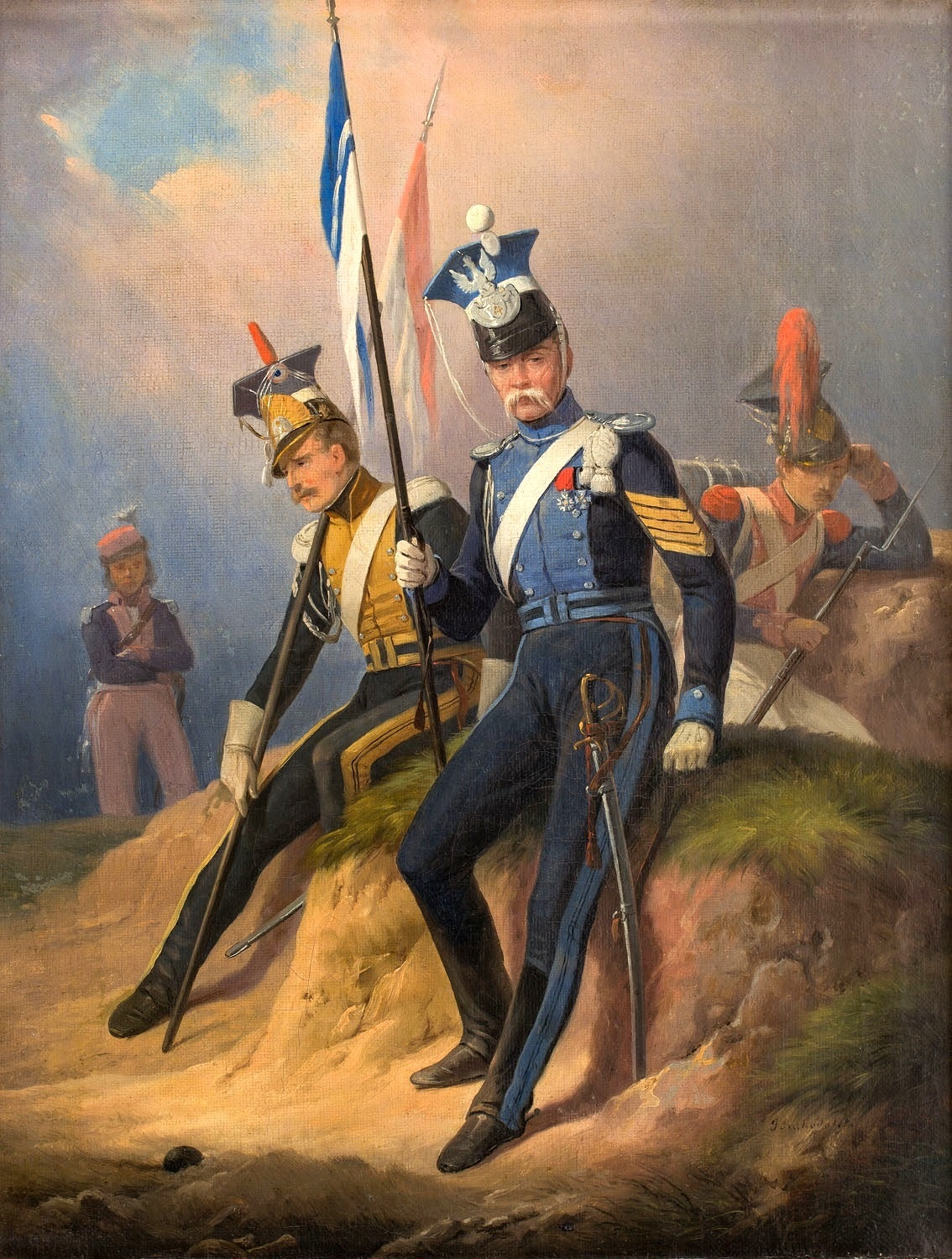
Ulanos polacos en el.

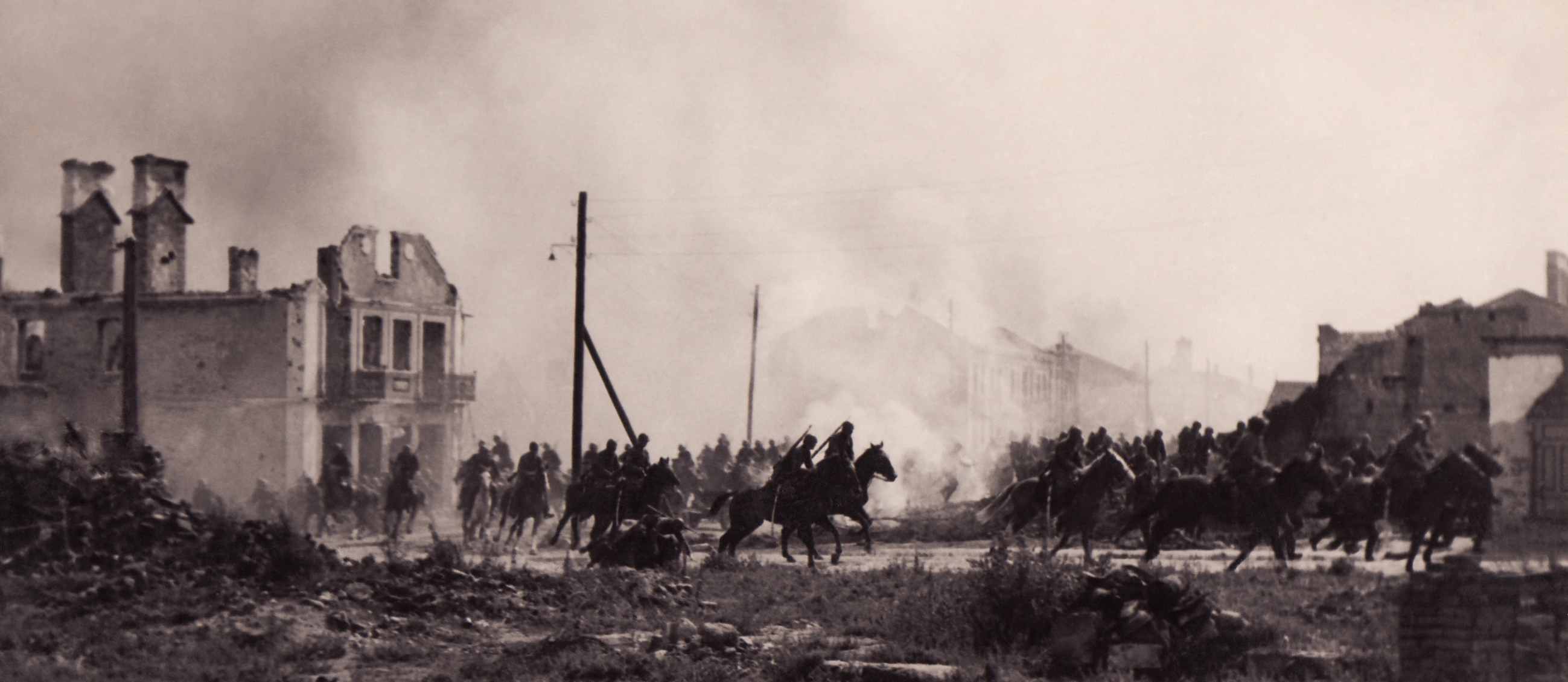
Ulanos polacos durante la Batalla de Bzura en 1939.

El ulano (del turco-tártaro oglan, pasando por el polaco ułan y luego al alemán Uhlan) era, originalmente, un soldado jinete tártaro que en el siglo XVII servía de mercenario en la Unión polaco-lituana, y luego pasó a ser el soldado polaco de caballería media armado con lanza. 
Vestían un uniforme propio, ciñendo la cabeza con el característico turbante. Han figurado los ulanos en varios ejércitos, como el francés, el inglés y especialmente el alemán. En 1741 los sajones organizaron un ejército que solo tenía de ulano el nombre, pues se componía de jinetes armados de lanza, pero cada uno de estos, que era de noble linaje, llevaba un servidor también a caballo, armado de mosquetón. Mauricio de Sajonia los introdujo en Francia en 1744, pero desaparecieron al morir él, no organizándose de nuevo hasta 1756 en que Federico de Schomberg reclutó un cuerpo de ulanos. 
El buen desempeño de estas unidades, especialmente en la Batalla de La Albuera al servicio de Napoleón I, en mayo de 1811, hizo que gran parte de los ejércitos europeos crearan unidades militares semejantes a lo largo del siglo XIX, que en su mayor parte fueron denominadas lanceros. En tiempos modernos los ulanos alemanes adquirieron gran fama durante la guerra de 1870-71, por sus atrevidas correrías en el territorio francés. Aunque los alemanes emplearon en el servicio de exploración indistintamente todas sus clases de caballería, los ulanos sobresalieron de tal modo en algunas luchas notables que ante la opinión general parecía que eran estos los únicos que realizaban cierto género de servicios a gran distancia de los ejércitos.
Entre los alemanes, austríacos y rusos las unidades de ulanos se mantuvieron operativas hasta concluir la Primera Guerra Mundial, mientras que entre los polacos siguieron en servicio hasta comienzos de la Segunda Guerra Mundial obteniendo victorias significativas frente a la artillería alemana.
- Datos: Q382603
- Multimedia: Polish Uhlans / Q382603